# James E. Cobb
James Edward Cobb (* 5. Oktober 1835 in Thomaston, Upson County, Georgia; † 2. Juni 1903 in East Las Vegas, San Miguel County, New Mexico) war ein US-amerikanischer Rechtsanwalt, Richter und Politiker (Demokratische Partei).

## Werdegang
James Edward Cobb besuchte die öffentliche Schulen und graduierte im Juni 1856 am Emory College in Oxford (Georgia). Er studierte Jura und praktizierte nach Erhalt seiner Zulassung als Anwalt. Cobb zog 1857 nach Texas. Nach dem Ausbruch des Amerikanischen Bürgerkrieges 1861 trat er in die Konföderiertenarmee ein, wo er den Dienstgrad eines Lieutenants in der Kompanie F, 5. Texas Regiment bekleidete. Später diente er bis zu seiner Gefangennahme bei der Schlacht von Gettysburg in der Army of Northern Virginia.
Nach dem Krieg ließ er sich in Tuskegee (Alabama) nieder, wo er bis 1874 als Anwalt tätig war. Danach bekleidete er zwischen 1874 und 1886 den Posten eines Amtsrichters. Er wurde 1886 in das Amt wiedergewählt, allerdings wurde er in den US-Kongress gewählt, bevor er den Posten erneut antreten konnte.
Cobb wurde in den 50. US-Kongress gewählt und in die vier nachfolgenden US-Kongresse wiedergewählt. Seine Wiederwahl in den 54. US-Kongress wurde erfolgreich von Albert T. Goodwyn angefochten. Cobb diente im US-Repräsentantenhaus vom 4. März 1887 bis zum 21. April 1896. Danach kehrte er zu seiner Tätigkeit als Anwalt in Tuskegee zurück. Er nahm 1901 als Delegierter an der verfassungsgebenden Versammlung von Alabama teil.
Cobb verstarb 1903 in East Las Vegas (New Mexico), wurde dann nach Tuskegee (Alabama) überführt, wo er auf dem Evergreen Cemetery beigesetzt wurde.